# Médaille des 40 Ans de Règne de l'Empereur Gwangmu
La Médaille des 40 Ans de Règne de l'Empereur Gwangmu (ou Médaille commémorative des 40 Ans de Règne de l'Empereur Gwangmu) est une distinction honorifique de l'empire de Corée, créée par l'empereur Gwangmu pour célébrer ses 40 ans de règne. Cette médaille a été instaurée le 18 octobre 1902.
Il existe trois classes pour cette médaille : la 1re classe réservée à l'empereur et sa famille, la 2e classe pour les nobles et officiers, la 3e classe pour les roturiers, jeunes fonctionnaires et autres grades,. Cette médaille est en or, en argent et en bronze.

## Histoire
Cette médaille a été créée le 18 octobre 1902 par l'empereur Gwangmu pour célébrer les 40 ans de son règne.

## Apparence
La médaille représente la salle principale d'audience du palais Deoksu, l'un des cinq palais royaux de Séoul construit par les rois de la dynastie Joseon.
Sur le revers, il est inscrit « Corée impériale, Sa Majesté l'Empereur, en commémoration des quarante ans de règne et pour prier pour soixante années supplémentaires de vie de Sa Majesté, médaille d'argent commémorative, Kwangmu 5, 10e mois 18e jour. » et au dessus de cette inscription est représentée la couronne coréenne royale.
La dernière phrase de l'inscription varie en fonction de la matière de la médaille.
Le ruban mesure 37mm de largeur, il est de couleur jaune avec une bande rouge de 12mm au milieu,.

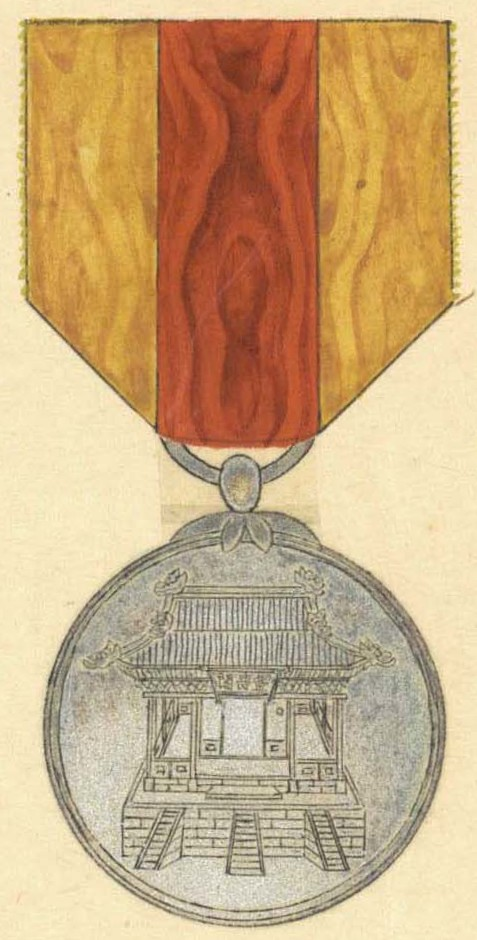
Avers de la médaille
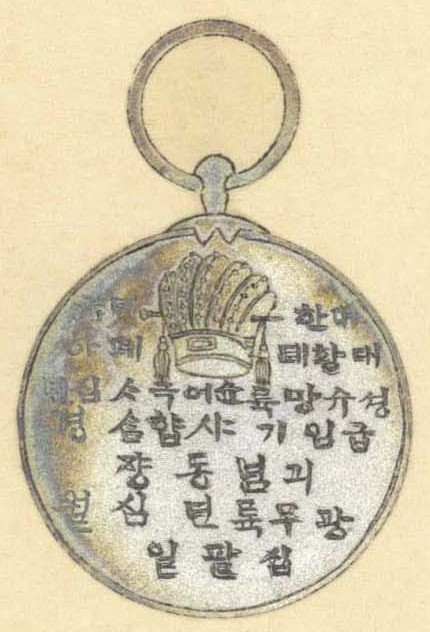
Revers de la médaille
Ruban de la médaille
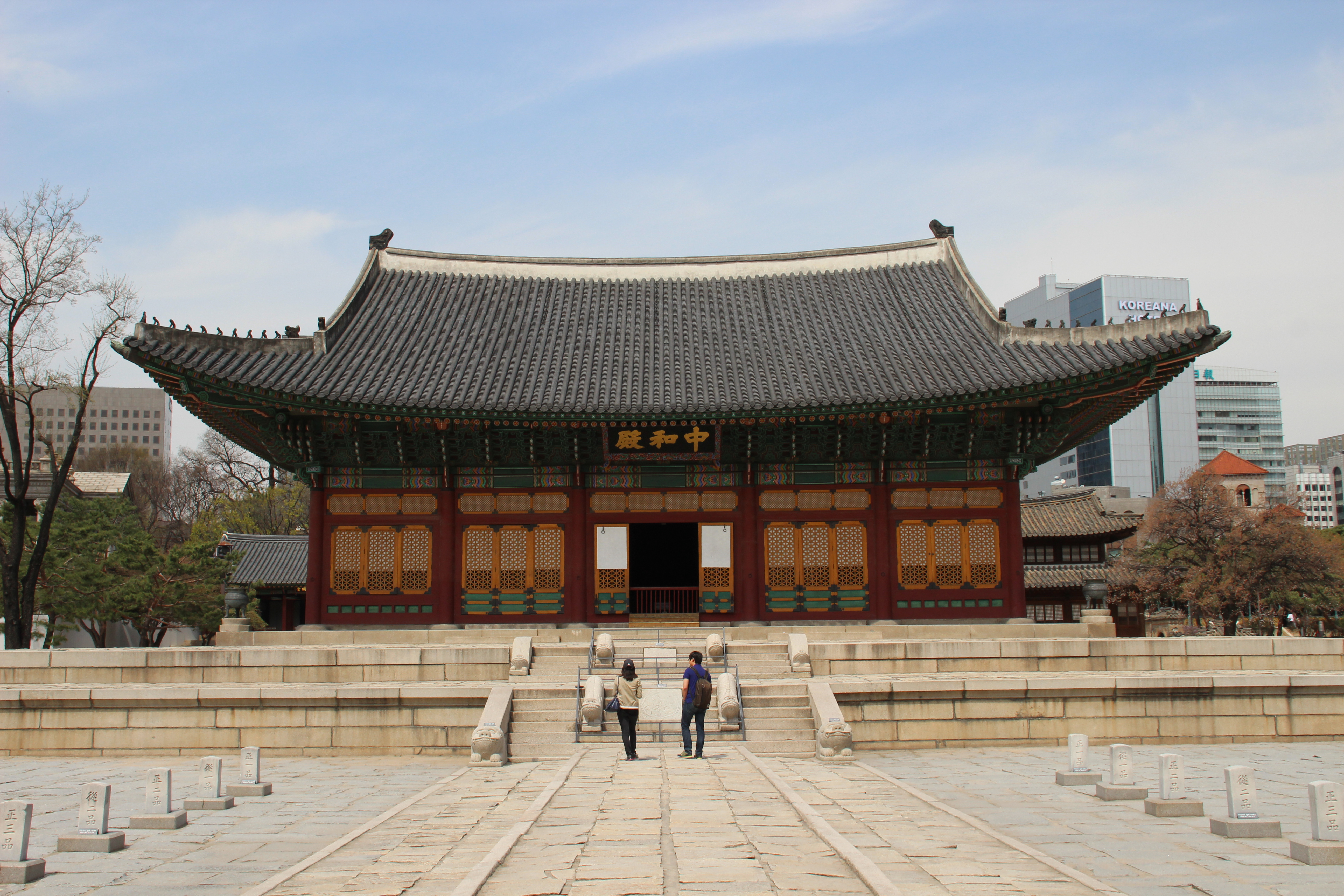
Vue actuelle du « Junghwajeon », le hall principal du palais Deoksugung à Séoul
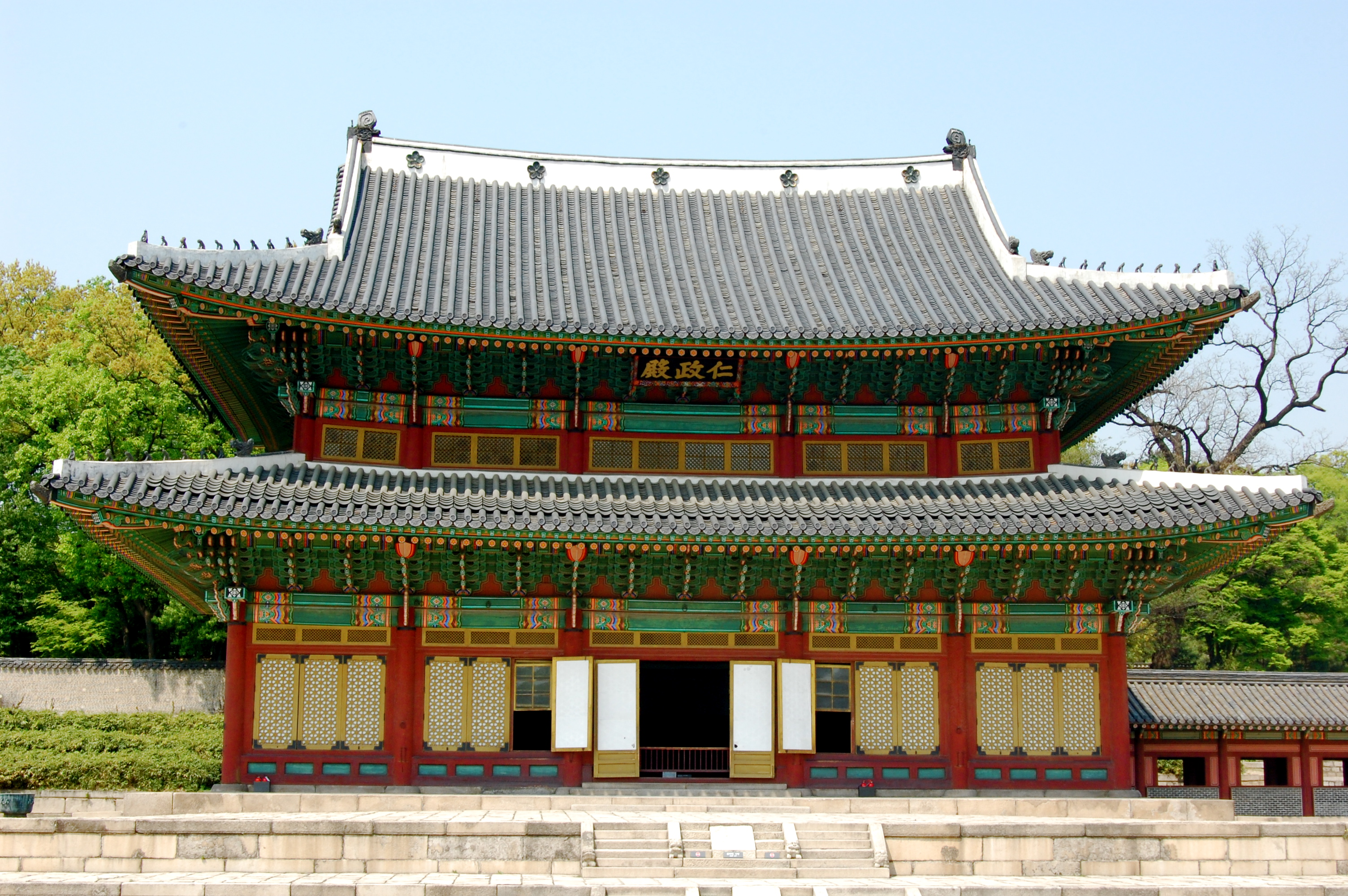
Vue du Changdeokgung de Séoul.

### Alliage
La médaille existe en or, en argent et en bronze,.

## Grades
Il existe trois classes pour cette médaille :
- la 1re classe réservée à l'empereur et sa famille (or)
- la 2e classe pour les nobles et officiers (argent)
- la 3e classe pour les roturiers, jeunes fonctionnaires et autres grades (bronze)[2],[3].